# ジャンニ・リベラ
ジャンニ・リベラ（Gianni Rivera, 1943年8月18日 - ）は イタリア・アレッサンドリア出身の元サッカー選手。元イタリア代表。現役時代のポジションはMF。

## 人物・経歴

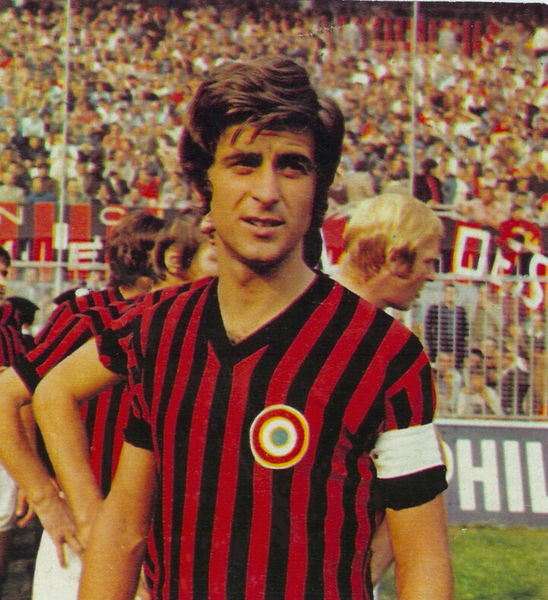
ACミラン在籍時のリベラ

1953年地元クラブ・アレッサンドリアと契約。1959年に15歳288日でセリエAデビューを果たした（アメデオ・アマデイの15歳281日に次ぐセリエA歴代2位の年少記録）。
1960年に名門ACミランへ移籍。1961-62シーズンにはスクデット、翌季にはチャンピオンズカップ優勝に貢献、この年のバロンドールの投票ではレフ・ヤシンに次ぐ第2位に選出された。その後もスクデット2回、コッパ・イタリア優勝4回、チャンピオンズカップ優勝1回、得点王1回（1972-73 17得点）を記録。 1969年にはバロンドールを獲得した。ちなみにデメトリオ・アルベルティーニは、彼の再来とまで言われた。
母国のお家芸でもあるカテナチオを痛烈に批判した事から地元メディアや監督と対立する事がしばしばあり、「走らない、守備をしない、泥まみれにならない、リアリストでない」などといった批判記事が新聞に書きたてられた。
イタリア代表としては1962年5月13日のベルギー戦で代表デビューを飾り、1974年に退くまで代表通算60試合出場14得点を記録した。1968欧州選手権では優勝。ワールドカップには、1962年、1966年、1970年、1974年と4大会出場。通算9試合出場3得点を記録した。1970年のメキシコワールドカップではサンドロ・マッツォーラとの熾烈なポジション争いに敗れ控えに回ったが、準決勝の西ドイツ戦で決勝ゴールを決め、イタリアの決勝進出に貢献した。
引退後は政治家の道を歩み、欧州議会の委員も務めた。
2004年にペレが選んだ「偉大なサッカー選手100人」（FIFA 100）の一人に選出された。

## タイトル

### クラブ
ACミラン
- セリエA : 3回 (1961-62, 1967-68, 1978-79)
- コッパ・イタリア : 4回 (1966-67, 1971-72, 1972-73, 1976-77)
- UEFAチャンピオンズカップ : 2回 (1962-63, 1968-69)
- UEFAカップウィナーズカップ : 2回 (1967-68, 1972-73)
- インターコンチネンタルカップ : 1回 (1969)

### 代表
イタリア代表
- UEFA欧州選手権 : 1回 (1968)

### 個人
- 欧州年間最優秀選手 : 1回 (1969)
- セリエA得点王 : 1回 (1972-73)
- 20世紀世界最優秀選手 19位 (1999年、国際サッカー歴史統計連盟)